# Пертъярви (озеро, Олонецкий район)
Пертъярви — озеро на территории Видлицкого сельского поселения Олонецкого района Республики Карелия.

## Общие сведения
Площадь озера — 1,4 км². Располагается на высоте 53,2 метров над уровнем моря.
Форма озера лопастная, продолговатая: вытянуто с северо-запада на юго-восток. Берега каменисто-песчаные.
В озеро впадают реки Онгимус (несущая воды из озёр Гаппамус и Онгимус, и Леписта. Причём недалеко от устья реки Онгимус в неё втекает ручей Сарги, вытекающий из водораздельного озера Ваймач бассейна реки Эняйоки.
Из юго-восточной оконечности озера вытекает река Новзема, которая, протекая озеро Новоземское, впадает в Видлицу.
Населённые пункты возле озера отсутствуют. Ближайший — деревня Большие Горы — расположен в 11 км к ЮЮВ от озера.
Код объекта в государственном водном реестре — 01040300211102000014558.